# Vlag van Bennekom

Vlag van Bennekom

De vlag van Bennekom werd op 2012 door Cees van der Knaap vastgesteld als de dorpsvlag van de Gelderse dorp Bennekom.
De vlag is gebaseerd op de gemeentevlag van Ede waartoe Bennekom behoort; blauw-geel met extra twee pilaren met bollen. Soortgelijke kolommen werden gebruikt voor Nergena. In het dorp mag de vlag van Bennekom het gehele jaar door worden uitgehangen. Ook zijn er enkele vlagdagen vastgesteld waarbij de inwoners van Bennekom wordt opgeroepen de dorpsvlag uit te hangen.

Vlag van Ede

Acquoy
· Beekbergen-Lieren
· Beemte Broekland
· Bemmel
· Bennekom
· Bredevoort
· Deil
· Doornenburg
· Ederveen
· Elden
· Emst
· Enspijk
· Epse
· Gameren
· Gellicum
· Groenlo
· Harskamp
· Herwijnen
· Heukelum
· Heveadorp
· Hoenderloo
· Kerkdriel
· Klarenbeek
· Kootwijkerbroek
· Laag-Keppel
· Lathum
· Leuvenum
· Loenen
· Loil
· Meteren
· Netterden
· Oosterhuizen
· Radio Kootwijk
· Rumpt
· Schaarsbergen
· Spijk
· Stroe
· Teuge
· Uddel
· Ugchelen
· Vaassen
· Vierhouten
· Voorthuizen
· Vredenburg/Kronenburg